# 3080 Moisseiev
3080 Moisseiev (1935 TE) là một tiểu hành tinh vành đai chính được phát hiện ngày 3 tháng 10 năm 1935 bởi P. Shajn ở Simeis.